# Banning (Kalifornien)
Banning ist eine Stadt im Riverside County im US-Bundesstaat Kalifornien.
Das U.S. Census Bureau hat bei der Volkszählung 2020 eine Einwohnerzahl von 29.505 ermittelt. Banning ist nach dem Postkutschenbesitzer Phineas Banning benannt, der auch als „Vater des Hafens von Los Angeles“ bekannt ist. Banning liegt im San-Gorgonio-Pass, der oft auch Banning Pass genannt wird.
Mit seiner westlichen Nachbarstadt Beaumont teilt Banning viele geografische und regionale Gemeinsamkeiten. Seit den 1990er Jahren verzeichnen beide Städte ein deutliches Bevölkerungswachstum. Sie liegen an einer Autobahn und einer Eisenbahnstrecke.
Bannings Wahlspruch lautet „Proud History, Prosperous Tomorrow“ (deutsch: stolze Vergangenheit, reiche Zukunft).

## Geografie
Banning liegt im Norden des Riverside Countys im US-Bundesstaat Kalifornien und grenzt im Norden an das San Bernardino County. Angrenzende Orte sind Beaumont im Westen und Cherry Valley im Nordwesten, sonst ist die Stadt von gemeindefreiem Gebiet umgeben. An das Straßenverkehrsnetz ist Banning über die Interstate 10 angebunden, die sich durch das südliche Stadtgebiet zieht.
Banning hat 29.603 Einwohner (Stand der Volkszählung 2010) und erstreckt sich auf eine Fläche von 59,826 km², die sich komplett aus Land zusammensetzt; die Bevölkerungsdichte beträgt somit 494,8 Einwohner pro Quadratkilometer und ist vergleichsweise niedrig.  Das Zentrum von Banning befindet sich auf einer Höhe von 716 m, weshalb das Klima hier kälter als im nur 240 m hoch gelegenen County Seat Riverside und im östlich gelegenen Coachella Valley in der Colorado-Wüste ist.
Die San-Andreas-Verwerfung, durch die der San-Gorgonio-Pass geformt wurde, durchzieht auch Banning.
Banning liegt ungefähr 40 km westlich von Palm Springs und 160 km östlich von Los Angeles.

## Geschichte

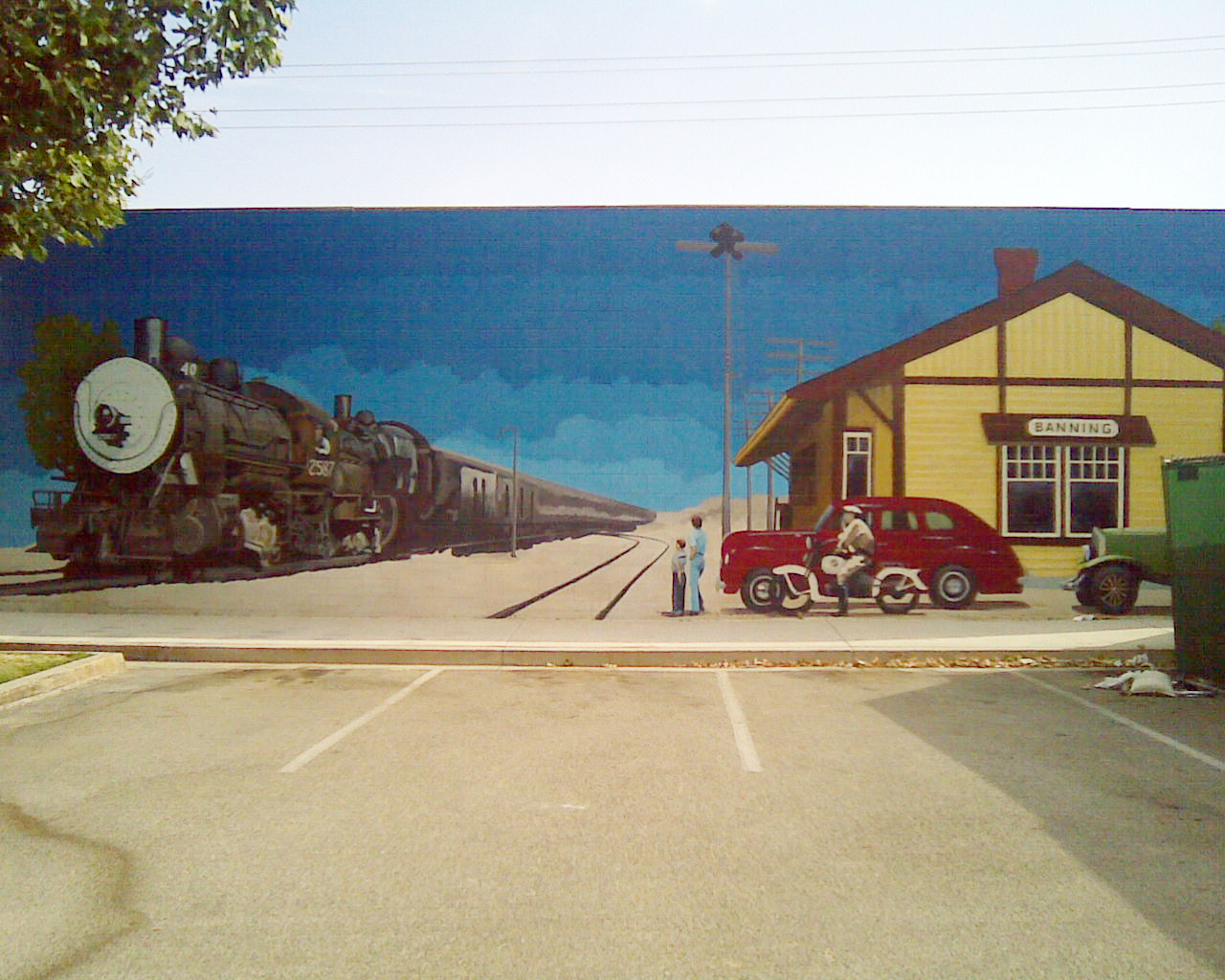
Gemälde mit Motiv aus Banning

Bis ins mittlere 19. Jahrhundert hinein wurde Banning von den Cahuilla-Indianern bewohnt, obwohl das Gebiet ursprünglich den Serrano gehörte, bis die Cahuilla den San-Gorgonio-Pass zu ihrem Land hinzufügten. Im Jahr 1824 wurde dieses Gebiet Teil der Mission San Gabriel Arcángel, später gehörte es zur Rancho San Jacinto y San Gorgonio. Der erste englische Siedler war im Jahr 1853 Isaac Smith. Die Zahl der Cahuilla verringerte sich einige Jahre später durch die Pockenepidemie an der Pazifikküste Nordamerikas 1862. Im Jahr 1877 wurden Indianerreservate für die Ureinwohner angelegt.
Die erste Postkutschenroute erreichte Banning 1862, an das Eisenbahnnetz wurde der Ort im Jahr 1876 angeschlossen. Außerdem wurden 1923 der heute nicht mehr bestehende U.S. Highway 99, 1936 die California State Route 60 und der U.S. Highway 70 sowie später die Interstate 10 gebaut. Für Bannings Wachstum von großer Bedeutung war die 1881 verlegte Eisenbahnstrecke der Southern Pacific Railroad. Die Linie wurde später von der Union Pacific Railroad übernommen.
Banning grenzt an die Morongo Indian Reservation, die von Cahuilla-Indianern bewohnt wird. Das Verhältnis zu den Indianern wurde unter anderem durch Streitigkeiten um Wasserrechte belastet.
Früher hieß Banning Moore City. Ransom B. Moore war Besitzer einer Rinderfarm, siedelte im Umland des heutigen Ortes Banning und an den San Gorgonio Mountains von den späten 1850er bis zu den frühen 1880er Jahren und war Mitglied im Los Angeles County Board of Supervisors. Dem Ort Banning wurde am 6. Februar 1913 das Stadtrecht verliehen.

## Politik
Banning ist Teil des 23. Distrikts im Senat von Kalifornien, der momentan vom Republikaner Mike Morrell vertreten wird, und des 42. Distrikts der California State Assembly, vertreten vom Republikaner Brian Nestande. Des Weiteren gehört Banning Kaliforniens 36. Kongresswahlbezirk an, der einen Cook Partisan Voting Index von R+1 hat und vom Demokraten Raul Ruiz vertreten wird.

## Persönlichkeiten
- John Moffet (* 1964), Schwimmer